# Collège Saint-Joseph d'Alost
Le collège Saint-Joseph (en néerlandais : Sint-Jozefscollege) est une institution d’enseignement secondaire catholique sise à Alost (Belgique). Le Collegium alostanum fondé en 1622 par les Jésuites passe en d’autres mains en 1773. En 1831 les Jésuites le récupèrent sous le nom de ‘Saint-Joseph’. Aujourd’hui (2016) le corps professoral est entièrement laïc même si la pédagogie reste ignacienne. 

## Histoire
En 1620 un groupe de deux puis une communauté de sept Jésuites s’installent à Alost. Ils y sont invités par la ville qui loue une maison pour eux dans la Nieuwstraat. Dès le 27 mars 1620 une classe est ouverte: il s’agit de la première année du niveau secondaire. En 1622 des terrains sont achetés sur la Pontstraat et des bâtiments avec salles de classe y sont construits (cinq salles et un auditorium). Une résidence pour la communauté jésuite y est ajoutée. Le collège peut déjà offrir le cycle complet des humanités.    
L’église du collège – un édifice de style baroque - est construite de 1709 à 1730. L’architecte de l’édifice en est le père Jan Boele, économe du même collège. 

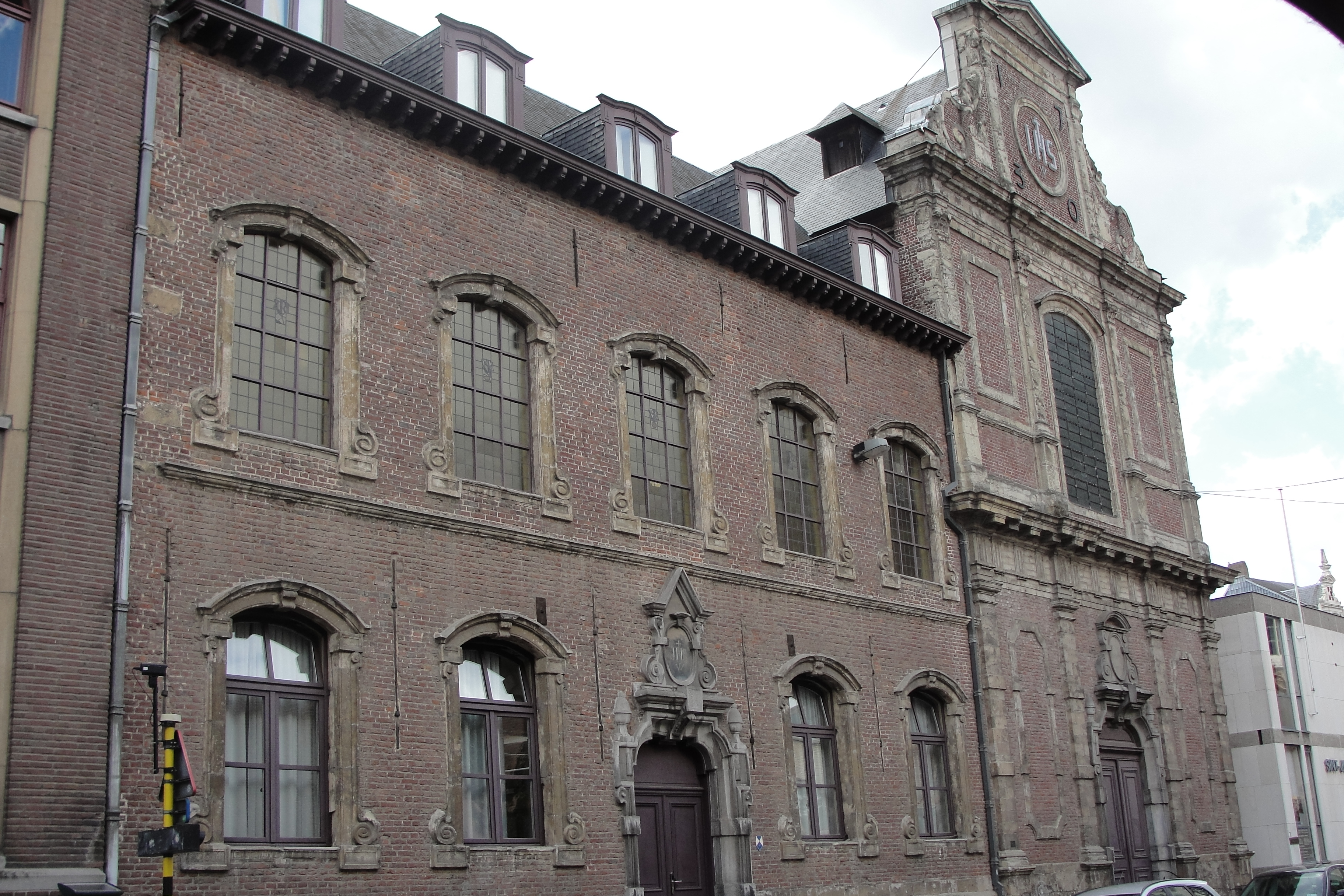
Bâtiment du XVIIIe siècle et église du collège sont classés

Lorsque la Compagnie de Jésus est supprimée par le pape Clément XIV, en 1773, les jésuites doivent quitter la direction du collège. L’institution scolaire reste cependant ouverte et, passant en diverses mains, change de nom. C’est d’abord un collège thérésien (de 1773 à 1794). Un complexe permettant un hébergement en pensionnat est construit en 1778.  Puis un collège municipal (de 1794 à 1813), enfin le ‘Gymnasium alostanum’ (de 1815 à 1830), comme collège épiscopal d’abord (1815 à 1825), comme collège municipal ensuite (1825 à 1830).
Immédiatement après l’indépendance de la Belgique, lorsque la nouvelle liberté religieuse le permet, les Jésuites reviennent à Alost (1831) et reprennent la direction du collège qui s’appelle alors Saint-Joseph
Le collège est constamment agrandi et reconstruit. En 1997, les parties les plus anciennes, datant du XVIIIe siècle, sont l’objet d’un classement au patrimoine national architectural de Belgique.

## Personnalités
- Recteurs : Constant Van Crombrugghe en fut le recteur lorsque le collège était sous la direction du diocèse de Gand (entre 1815 et 1825). Prosper Coppens d'Eeckenbrugge (1801-1870) et Jean-Baptiste Boone en furent recteurs jésuites après 1831.
- Enseignants : André Van Iseghem (1799-1869), Louis Taeymans (1874-1937), Desideer Stracke (1875-1970) Emile Fleerackers (1877-1948), Marcel Schurmans (1909-1989).

- Anciens élèves:
  - Henri Bracq (1804-1888), évêque de Gand
  - Victor Brants (1856-1917), historien et économiste, professeur à l’Université catholique de Louvain
  - Adolf Daens (1839-1907), prêtre diocésain, engagé dans les mouvements de progrès social, personnalité politique
  - Victor De Buck (1817-1876), prêtre jésuite et bollandiste
  - Pierre-Jean De Smet (1801-1873), prêtre jésuite, missionnaire parmi les indigènes des États-Unis
  - Charles Liénart (1848-1921), personnalité politique belge, sénateur
  - Émile Tibbaut (1862-1935), personnalité politique belge, président de la Chambre des représentants.
  - Peter van Breusegem (1956-), médecin et écrivain belge.